# Dendrelaphis kopsteini
Dendrelaphis kopsteini is een slang uit de familie toornslangachtigen (Colubridae) en de onderfamilie Ahaetuliinae.

## Naam en indeling
De wetenschappelijke naam van de soort werd voor het eerst voorgesteld door het Duits-Nederlandse onderzoeksteam Gernot Vogel en Johan Van Rooijen in 2007. Lange tijd werd de wetenschappelijke naam Dendrelaphis formosus gebruikt.
De soortaanduiding kopsteini is een eerbetoon aan Felix Kopstein (1893-1939).

## Uiterlijke kenmerken
Het is een veelkleurige toornslangachtige, die een totale lichaamslengte bereikt tot ongeveer 1,5 meter.

## Verspreiding en habitat
De soort komt voor in delen van Azië en leeft in de landen Thailand, Maleisië, Singapore en Indonesië.
De habitat bestaat uit vochtige tropische en subtropische laaglandbossen. Ook in door de mens aangepaste streken zoals landelijke tuinen kan de slang worden aangetroffen. De slang is vaak te vinden in bomen waar gejaagd wordt op kikkers en hagedissen, Dendrelaphis kopsteini is niet giftig.

## Beschermingsstatus
Door de internationale natuurbeschermingsorganisatie IUCN is de beschermingsstatus 'veilig' toegewezen (Least Concern of LC).